# Accident d'un B-2 de l'US Air Force à Guam
Le 23 février 2008, le Spirit of Kansas, un bombardier furtif Northrop B-2 appartenant à l'US Air Force, s'écrase sur la base aérienne d'Andersen, sur l'île de Guam, durant la phase de décollage. Le commandant de bord et le copilote parviennent à s'éjecter quelques instants avant l'impact avec le sol, qui a complètement détruit l'appareil.
L'accident marque la première perte opérationnelle d'un bombardier B-2, depuis sa mise en service en 1989. Avec des dégâts estimés à 1,4 milliard de dollars américains, il s'agit de l'accident aérien le plus coûteux de l'histoire.

## Accident

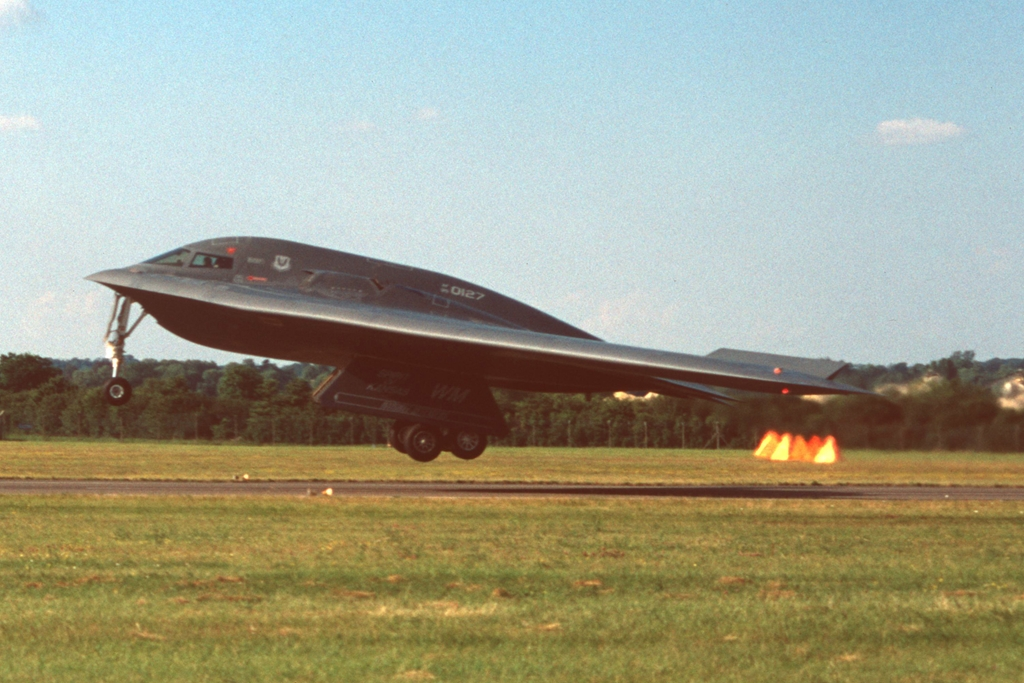
89-0127, l'appareil impliqué dans l'accident, ici photographié en juillet 1997.

Le 23 février 2008, un Northrop B-2, immatriculé 89-0127, s'est écrasé sur la piste, peu après son décollage de la base aérienne d'Andersen, à Guam, après celui d'un premier B-2. Le crash du Spirit of Kansas, qui été exploité par le 393d Bomb Squadron, au sein du 509th Bomb Wing, basé à la base aérienne de Whiteman, dans le Missouri, et qui cumulait 5 100 heures de vol, fut le premier crash d'un B‑2.
Les deux membres d'équipage, le major Ryan Link et le capitaine Justin Grieve, n'ont pas été en mesure de contrôler le bombardier et, lorsque le bout d'une des ailes est entré en contact avec le sol, ils se sont éjectés et ont survécu à l'accident. L'avion a été entièrement détruit par le choc initial et l'incendie qui a suivi le crash, une perte totale estimée à 1,4 milliard de dollars américains.

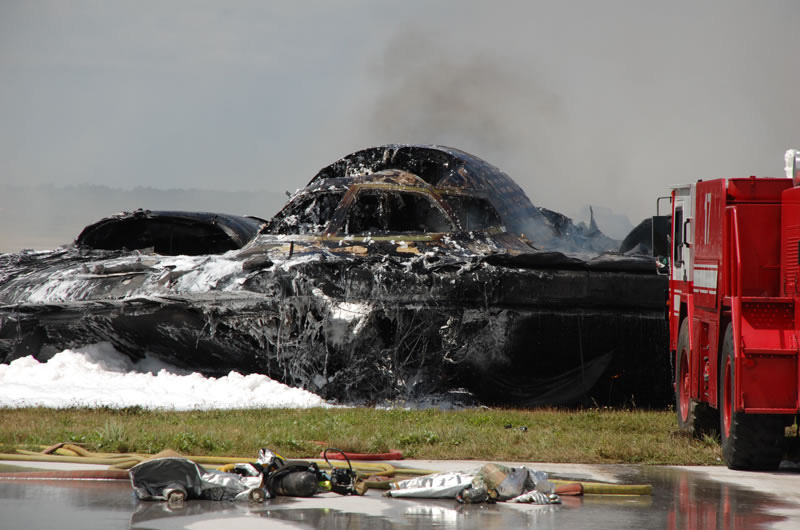
Vue rapprochée de l'avant de l'avion carbonisé après l'accident.

Selon l'Air Force Times, aucune munition ne se trouvait à bord de l'appareil au moment de l'accident. Le rapport du comité d'enquête de l'Air Combat Command indique que du « matériel classifié » avait été chargé à bord du bombardier le matin où l'avion retournait à la base aérienne de Whiteman « après un déploiement de quatre mois pour soutenir la présence continue des bombardiers de l'United States Pacific Air Forces ».
À l'hôpital naval de Guam, un des deux pilotes a été évalué et libéré, tandis que le second a été hospitalisé. Un autre B-2 déjà en vol a été rappelé à la base d'Andersen après l'accident, où lui et les autres B-2 ont été cloués au sol jusqu'à ce que l'enquête initiale sur l'accident soit terminée. Six Boeing B-52 Stratofortress appartenant au 96d Bomb Squadron (en), au sein du 2nd Bomb Wing et basés à la base aérienne de Barksdale, en Louisiane, ont été déployés pour remplacer les B-2.
Le commandant du 509th Bomb Wing, le général de brigade Garrett Harencak (en), a temporairement suspendu les opérations de vol des 20 B-2 restants, afin de revoir les procédures opérationnelles. Il a qualifié cette suspension en tant que « pause de sécurité » et a déclaré que les B-2 reprendraient leur vol s'ils étaient appelés pour des opérations prioritaires.  La flotte de B‑2 est ensuite revenue en service opérationnel le 15 avril 2008.

## Enquête
Les conclusions de l'enquête indiquent que le B-2 s'est écrasé après des « pluies abondantes et violentes » qui ont fait pénétrer de l'humidité dans les capteurs de données aérodynamiques, présents sur le fuselage de l'appareil. Les données des capteurs sont utilisées pour calculer de nombreux facteurs, notamment la vitesse et l'altitude.
Trois capteurs de pression ont cessé de fonctionner — en raison de la condensation —, entraînant les ordinateurs de contrôle de vol à calculer un angle d'attaque et une vitesse inexacte pour le décollage. Des données de vitesses anémométriques incorrectes ont conduit l'avion à décoller de douze nœuds (22 km/h) plus lentement que la normale. 
Après que les roues se sont soulevées de la piste, un angle d'attaque négatif incorrectement détecté provoque la commande soudaine par les ordinateurs d'un mouvement à cabrer de 30 degrés vers le haut. 
La combinaison d'une vitesse de décollage lente et de l'angle d'attaque extrême, avec l'augmentation de la traînée correspondante, entraîne un décrochage aérodynamique, un mouvement de lacet vers la gauche et une descente irrécupérable vers le sol.
Les deux membres d'équipage réussissent à s'éjecter de l'avion peu de temps après que l'extrémité de l'aile gauche commence à toucher le sol le long de la piste. L'avion heurte le sol puis prend feu après que son carburant se soit enflammé,.

## Médias
L'accident a fait l'objet d'un épisode dans la série télévisée Air Crash nommé « Bombardier à terre » (saison 22 - épisode 3).